# Flugplatz Postojna

i8
i11
i13
Der Flugplatz Postojna (ICAO-Code: LJPO) ist ein Flugplatz in der Gemeinde Postojna in Slowenien. Er wird durch den Aeroklub Postojna betrieben.

## Lage
Der Flugplatz liegt etwa 2,7 km südwestlich des Zentrums der Gemeinde Postojna im Ortsteil Rakitnik in der Nähe der Ausfahrt Postojna der Autobahn A1. Die Höhlen von Postojna liegen etwa 3,7 km nördlich des Flugplatzes. Die Höhlenburg Predjama liegt etwa 9 km nordwestlich des Flugplatzes.

## Flugbetrieb
Der Flugplatz Postojna hat keine geregelten Öffnungszeiten (PPR). Es findet Flugbetrieb mit Segelflugzeugen, Motorseglern, Ultraleichtflugzeugen und Motorflugzeugen mit einer maximalen Abflugmasse von 5700 kg statt. Segelflugzeuge starten per Flugzeugschlepp. Der Flugplatz verfügt über eine 750 m lange und 60 m breite Start- und Landebahn aus Gras.

## Geschichte
Der Aeroklub Postojna wurde 1946 gegründet. Erste Flüge fanden in Postojna im Jahr 1947 statt.